# Explosion de fumées

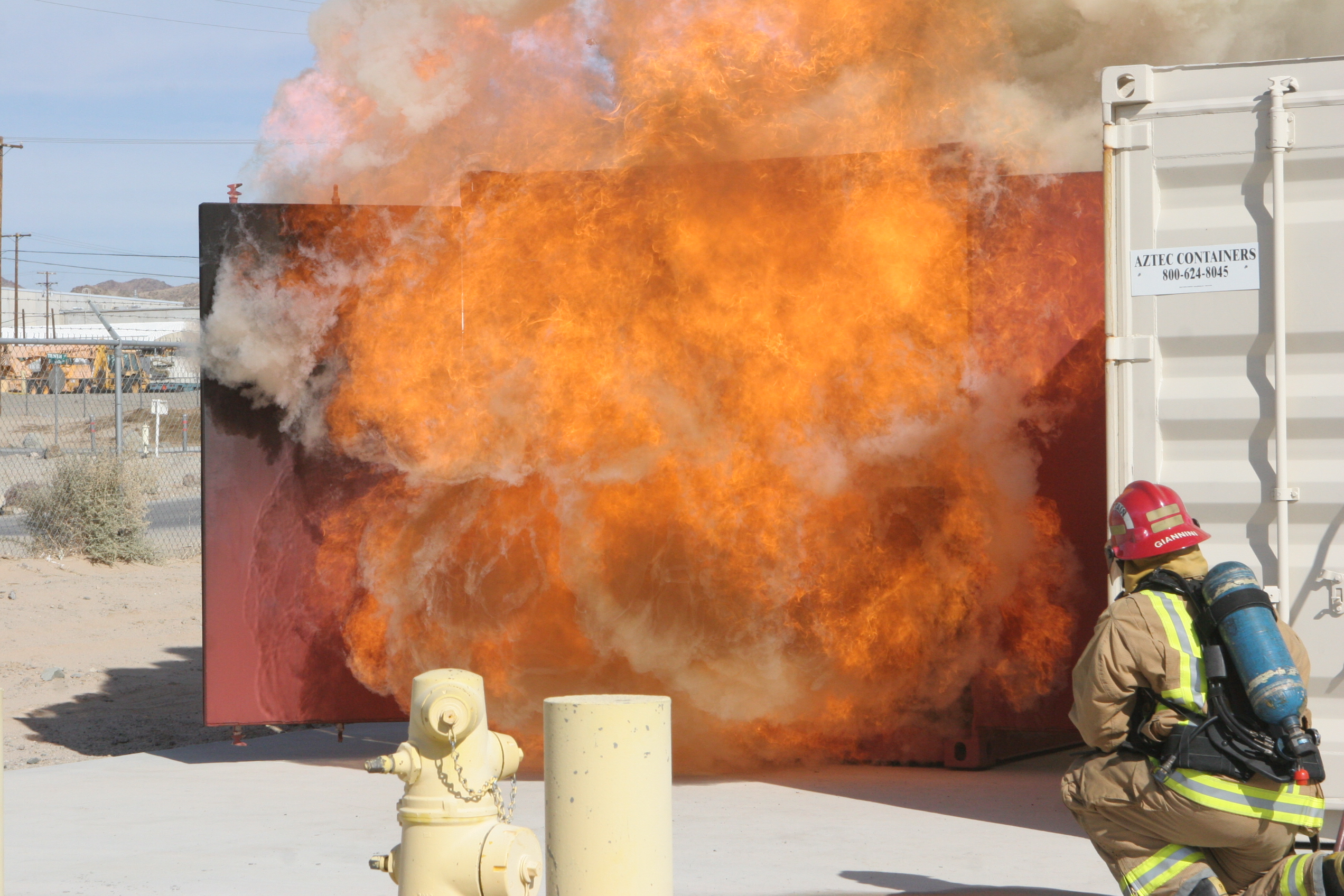
Démonstration du fonctionnement d'une explosion de fumée organisée par des pompiers aux États-Unis en 2007.

Pour les articles homonymes, voir Backdraft.
L'explosion de fumées (EF) ou contre-explosion est un accident thermique qui peut survenir lors d'un incendie.
L'explosion peut être provoquée de deux manières :
- l'inflammation soudaine d'une atmosphère confinée, saturée de gaz imbrûlés et de particules de graphite (suie, effet similaire au coup de poussière), sous l'effet d'un apport d'oxygène extérieur ; ce phénomène s'appelle en anglais backdraught (Grande-Bretagne) ou backdraft[2] (États-Unis) ;
- l'inflammation soudaine d'une fumée mélangée à de l'air sous l'effet d'une énergie d'activation (chaleur, étincelle) ; ce phénomène s'appelle smoke explosion en anglais, et il peut survenir plusieurs heures après l'extinction proprement dite, par exemple pendant le déblai.

Dans les deux cas, on a deux côtés du triangle du feu qui préexistent, et l'accident survient lorsque l'on amène le troisième côté.

## Au cours d'un incendie
Dans le cas d'une explosion de fumées au cours d'un incendie (backdraft), on est en présence :
- du combustible (gaz de pyrolyse, suie) ;
- de l'énergie d'activation (chaleur) ;

mais en carence de comburant, en général parce que l'on est dans un volume clos (pièces dont les portes et fenêtres sont fermées) et que le feu a consommé tout le dioxygène disponible. L'ouverture de la pièce (par exemple ouverture de la porte ou bris de la fenêtre) va provoquer une entrée d'air, apportant le comburant (dioxygène) ; le triangle du feu est fermé, l'accident survient.
Il peut également y avoir explosion de fumées alors que le local est ouvert (par exemple pièce dont la porte est ouverte), on parle parfois de backdraft « naturel » (car non provoqué par un geste humain) :
- en absence de courant d'air, la zone proche du feu manque de comburant, elle est remplie de fumée et de gaz de pyrolyse ;
- la zone proche de l'ouverture est riche en comburant ;
- le foyer initial ne brûle alors plus, le front de flamme se situe à l'interface zone pauvre/zone riche en comburant (phénomène similaire aux rouleaux de flamme mais vertical) ;
- ce front de flamme avance et recule de manière cyclique (mouvement de « respiration ») : il va vers la porte lorsque la pression dans la pièce augmente (évacuation des fumées), et revient vers l'intérieur de la pièce lorsque la pression dans la pièce diminue ; cette zone de flamme peut même se trouver momentanément à l'extérieur de la pièce ;
- une perturbation de ce régime, par exemple causée par le vent, peut faire entrer une quantité importante d'air dans la pièce, et donc donner lieu à une explosion.

### Description du phénomène physique
La chaleur décompose les matériaux (bois, plastiques, tissus…) et produit des gaz inflammables ; c'est la thermolyse. Associée à la thermolyse, l’oxydation produit également des gaz inflammables, c’est la pyrolyse. Soit les gaz brûlent tout de suite et alimentent le feu (feu classique), soit ils s'accumulent dans une pièce.
Si l'air n'entre pas (volume clos), on a une atmosphère qui ne contient que du gaz : le feu s'éteint (le gaz a besoin d'air pour brûler, ou plus précisément de l'oxygène présent dans l'air) mais la chaleur reste ; lorsque l'on ouvre la porte, l'air entre brusquement et le mélange gaz/air devient explosif, c'est l'explosion de fumées.
Si en revanche, au cours de l'incendie, l'air entre régulièrement dans la pièce, il n'y a pas de risque d'explosion de fumées, mais d'embrasement généralisé éclair.

### Lutte contre l'incendie
L'explosion de fumées est redoutée des sapeurs-pompiers. Elle a provoqué de nombreux décès en intervention. Si le phénomène n'est pas nouveau, l'habitat moderne favorise l'isolation des locaux (fenêtres en aluminium, doubles vitrages, laine de verre…) et l'apparition d'atmosphères carencées en oxygène en cas d'incendie.

### Détection d'un potentiel d'explosion de fumées
Les signes avant-coureurs sont :
- sons étouffés par la fumée, très opaque ;
- absence de flamme visible de l'extérieur, mais les vitres sont recouvertes de suie et les portes sont chaudes ;
- la fumée entre et sort des interstices (notamment de dessous les portes), comme une respiration ;
- la fumée présente des reflets jaunâtres, parfois des flammes dansantes (ghosting flames).

### Modes d'intervention
Pour éviter l'explosion, il faut tenter d'évacuer les fumées chaudes sans faire entrer d'air, en créant une ouverture en haut ou en utilisant les exutoires de désenfumage (châssis ouvrants sur le toit actionnables par une manette située en bas) prévus à cet effet sur les bâtiments récents. Pour éviter que ce gaz chaud ne s'enflamme en sortant, il faut arroser les fumées juste au-dessus de l'ouverture pour les refroidir.

## Après extinction de l'incendie
Dans ce cas-là (smoke explosion), le feu a été éteint et le bâtiment ventilé ; on est donc en présence :
- de combustible (gaz de pyrolyse, suie) ;
- de comburant (dioxygène de l'air) ;

mais il n'y a plus d'énergie d'activation. L'énergie d'activation peut être apportée accidentellement, par exemple lorsque l'on soulève un objet, cela fait voler des braises qui atteignent le nuage de fumée. Les braises ferment le triangle du feu, ce qui provoque l'explosion.
La principale mesure de lutte contre ce phénomène consiste en une ventilation par surpression pour évacuer les fumées résiduelles.